# MBN Women's Open
Het MBN Women's Open is een jaarlijks golftoernooi voor vrouwen in Zuid-Korea, dat deel uitmaakt van de LPGA of Korea Tour. Het werd opgericht in 2002 als het Kim Young-Joo Fashion Invitational en vindt sinds 2013 telkens plaats op verschillende golfbanen in Yangpyeong.
Het toernooi wordt gespeeld in strokeplay-formule van drie ronden (54-holes).

## Winnaressen
| Jaar                                  | Golfbaan                           | Stad                               | Winnares                           | Score                              | Score                              | Info                               |
| Kim Young-Joo Fashion Invitational    | Kim Young-Joo Fashion Invitational | Kim Young-Joo Fashion Invitational | Kim Young-Joo Fashion Invitational | Kim Young-Joo Fashion Invitational | Kim Young-Joo Fashion Invitational | Kim Young-Joo Fashion Invitational |
| ------------------------------------- | ---------------------------------- | ---------------------------------- | ---------------------------------- | ---------------------------------- | ---------------------------------- | ---------------------------------- |
| 2002                                  | Sky Valley Country Club            | Gyeonggi                           | Kang Soo-yun                       | 206                                | –10                                |                                    |
| Kim Young-Joo Women's Open            |                                    |                                    |                                    |                                    |                                    |                                    |
| 2003                                  | Sky Valley Country Club            | Gyeonggi                           | Mi Chung-il                        | 137                                | –7                                 | 36-holes (weersomstandigheden)     |
| 2004                                  | Geen toernooi                      | Geen toernooi                      | Geen toernooi                      | Geen toernooi                      | Geen toernooi                      | Geen toernooi                      |
| 2005                                  | Geen toernooi                      | Geen toernooi                      | Geen toernooi                      | Geen toernooi                      | Geen toernooi                      | Geen toernooi                      |
| 2006                                  | Geen toernooi                      | Geen toernooi                      | Geen toernooi                      | Geen toernooi                      | Geen toernooi                      | Geen toernooi                      |
| 2007                                  | Geen toernooi                      | Geen toernooi                      | Geen toernooi                      | Geen toernooi                      | Geen toernooi                      | Geen toernooi                      |
| Sports Seoul-KYJ Golf Open            |                                    |                                    |                                    |                                    |                                    |                                    |
| 2008                                  | Zephyrus Golf Club                 | Jeju                               | Ryu So-yeon                        | 211                                | –5                                 |                                    |
| Asia Today Kim Young-Joo Women's Open |                                    |                                    |                                    |                                    |                                    |                                    |
| 2009                                  | La Reine Resort                    | Jeju                               | Eun Lee-jeong                      | 210                                | –6                                 |                                    |
| Kim Young-Joo Women's Open            |                                    |                                    |                                    |                                    |                                    |                                    |
| 2010                                  | Lake Hills Jeju Country Club       | Jeju                               | Lee Bo-mee                         | 213                                | –3                                 |                                    |
| EDAILY - KYJ Women's Open             |                                    |                                    |                                    |                                    |                                    |                                    |
| 2011                                  | Lake Hills Jeju Country Club       | Jeju                               | Kim Ha-neul                        | 205                                | –11                                |                                    |
| 2012                                  | Geen toernooi                      | Geen toernooi                      | Geen toernooi                      | Geen toernooi                      | Geen toernooi                      | Geen toernooi                      |
| MBN Kim Yoo-Joo Women's Open          |                                    |                                    |                                    |                                    |                                    |                                    |
| 2013                                  | Yangpyung TPC                      | Yangpyeong                         | Kim Ha-neul                        | 265                                | –23                                |                                    |
| MBN Women's Open with ONOFF           |                                    |                                    |                                    |                                    |                                    |                                    |
| 2014                                  | Star Hue Golf Resort               | Yangpyeong                         | Kim Sei-young                      | 203                                | –13                                |                                    |

 Lotte Mart Women's Open ·
 Nexen Saint Nine Masters ·
 Edaily Ladies Open ·
 Woori Ladies Championship ·
 Doosan Match Play Championship ·
 E1 Charity Open ·
 Lotte Cantata Women's Open ·
 S-OIL Champions Invitational ·
 Korea Women's Open ·
 Kumho Tire Women's Open ·
 Jeju Samdasoo Masters ·
 Hanwha Finance Classic ·
 KyoChon Honey Ladies Open ·
 Nefs Masterpiece ·
 MBN Women's Open ·
 Charity High1 Resort Open ·
 YTN-Volvik Women's Open ·
 KLPGA Championship ·
 Daewoo Classic ·
 Pak Se-ri Invitational ·
 Hite Championship ·
 LPGA KEB-HanaBank Championship ·
 KB Star Championship ·
 Seoul Ladies Classic ·
 ADT CAPS Championship ·
 Chosun Ilbo Championship ·
 China Women's Open